# Delage Type CO
Pour les articles homonymes, voir Delage.
La Delage Type CO est une voiture du constructeur automobile français Delage, construite à 1390 exemplaires entre 1916 et 1924.

## Histoire
Ce modèle haut de gamme est décliné en trois types COE, CO et CO.2, carrossé par de multiples carrosseries Delage ou par des carrossiers indépendants (berline, roadster coupé, limousine) et motorisé par un moteur 6 cylindres en ligne Delage de 4 ou 4,5 L,.

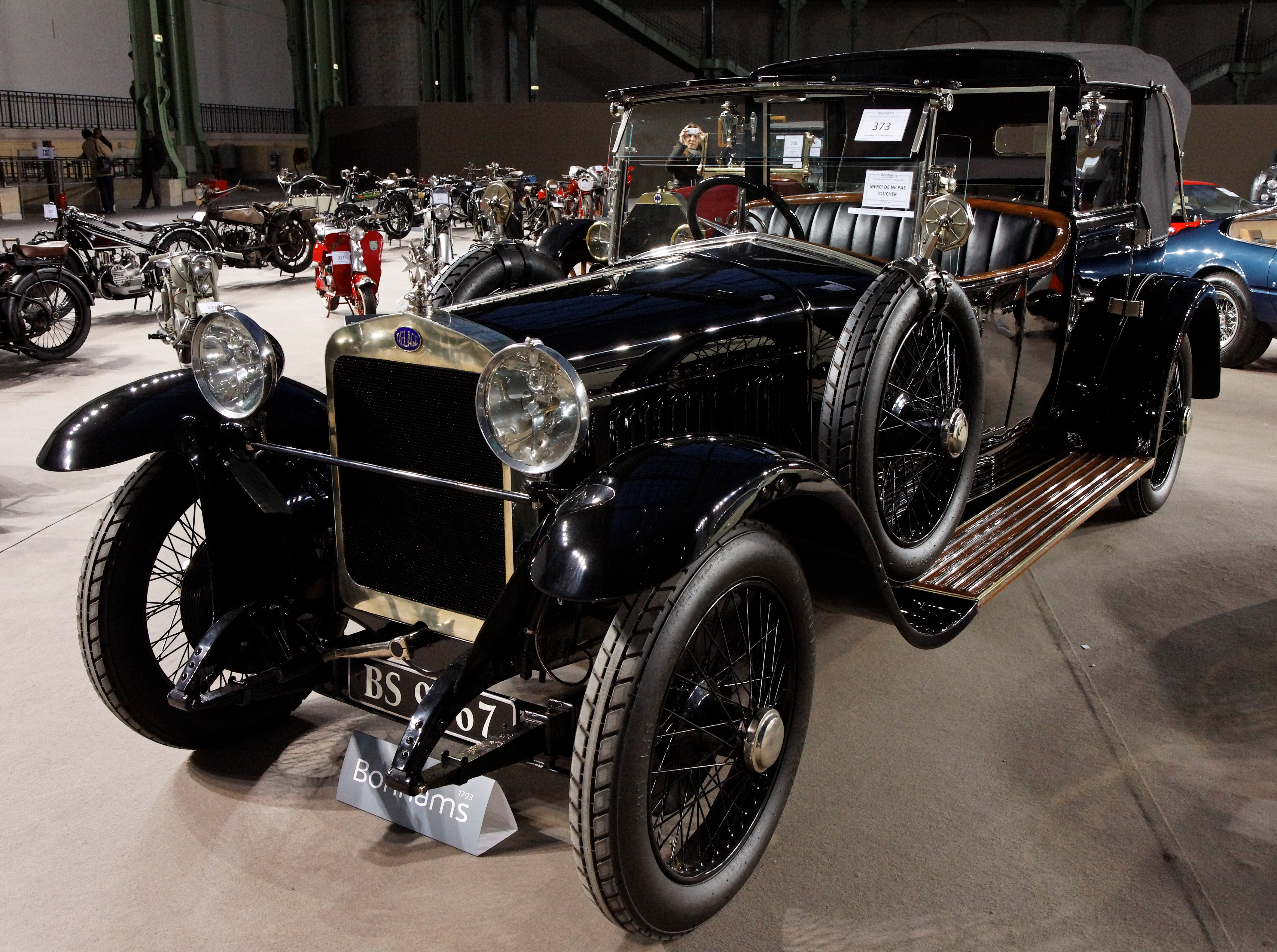
Delage CO Salamanca
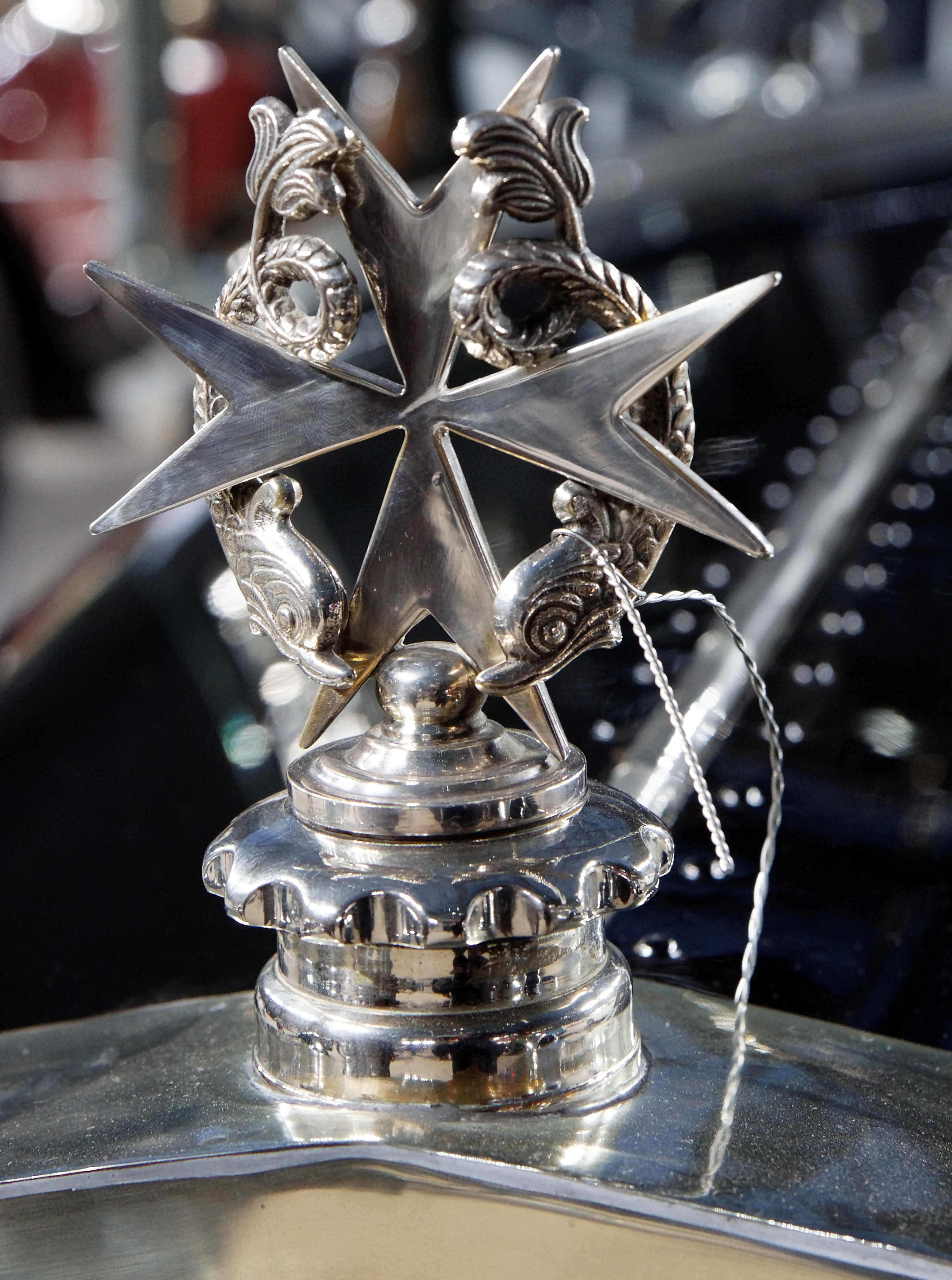
Bouchon de radiateur
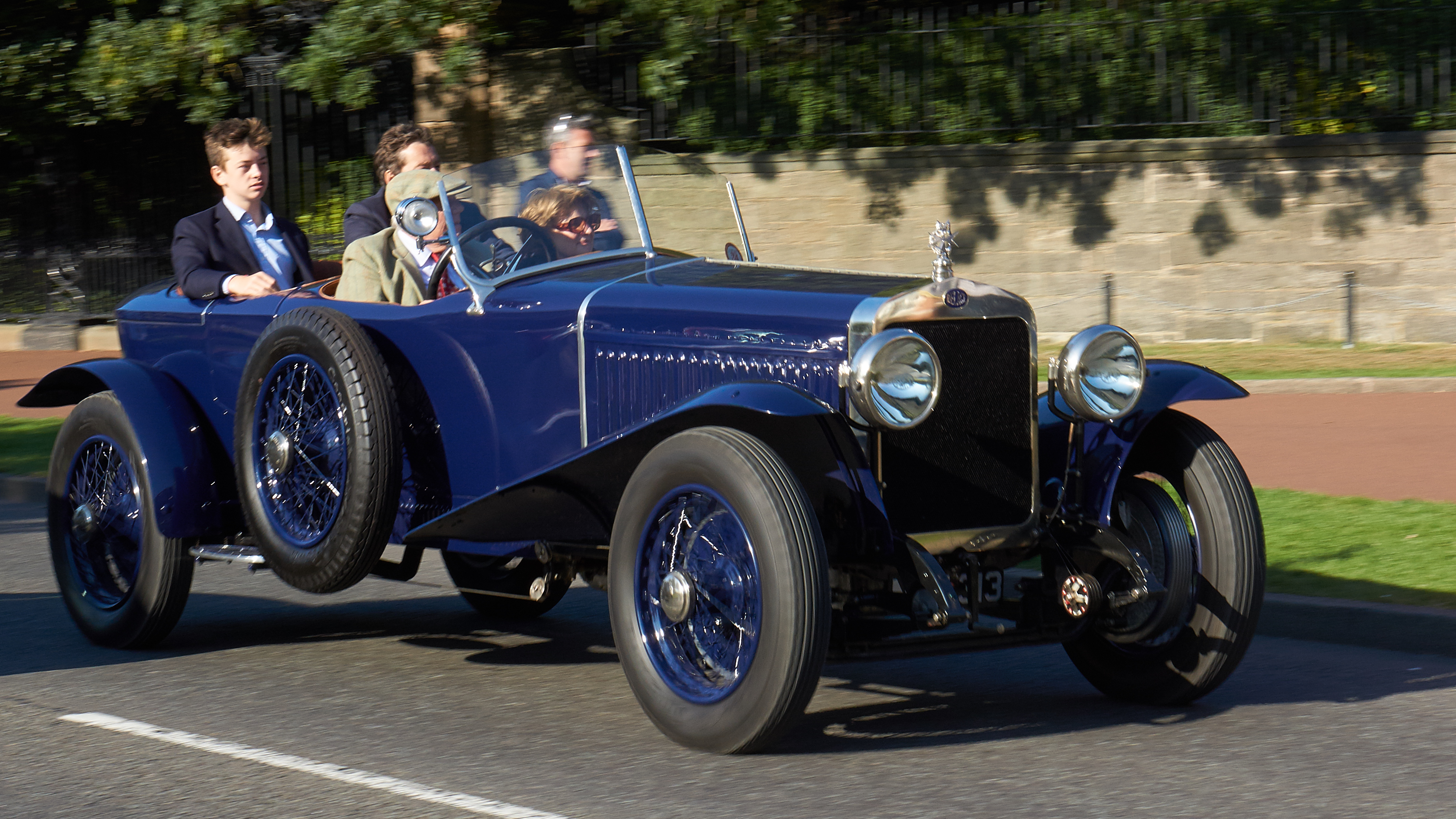
Delage Type CO.2

Delage fabrique ce modèle pour l'armée française pendant la Première Guerre mondiale. Son succès commercial d'après guerre marque le début de « l'Âge d’Or d'entre-deux-guerres » de Delage, avec ses Delage DI, suivit des Delage D6, et Delage D8... 
Elle concurrence entre autres les Renault 18CV, Renault 40CV, Peugeot Type 153, ou Packard Six de l'époque.

## voir aussi
- Louis Delâge
- Delage (entreprise)
- Histoire de l'automobile
- Chronologie de l'automobile